# Sportsko-rekreativna udruga "Tomčev put i prijatelji"
Sportsko-rekreativna udruga "Tomčev put i prijatelji" (SRUTPP) iz Siska osnovana je 2008. godine.

## Rad Udruge
Sportsko-rekreativna udruga "Tomčev put i prijatelji" bavi se športskom rekreacijom (mali nogomet, veliki nogomet, kuglanje). Cilj udruge je okupljanje oko športa. Sudjeluju i u organizaciji Memorijalnoga malonogometnoga turnira "Dubravko Pukšec-Puka", turnira koji se održava u spomen na junaka Domovinskoga rata Dubravka Pukšeca.